# Davide Astori
Davide Astori, född 7 januari 1987 i San Giovanni Bianco i Lombardiet, död 4 mars 2018 i Udine i Friuli-Venezia Giulia, var en italiensk fotbollsspelare.
Astori spelade för Italiens landslag och för ACF Fiorentina.
Den 4 mars 2018 hittades Astori död på sitt hotellrum i Udine. Hela Serie A-omgången denna dag ställdes in på grund av dödsfallet.

## Klubbkarriär

### Tidig karriär
Född och uppvuxen i provinsen Bergamo började Astori spela fotboll med det lokala laget A.C. Ponte San Pietro Isola innan han år 2001 gick till Milan. Han tillbringade fem år i klubbens ungdomslag innan han blev utlånad till A.S. Pizzighettone och U.S. Cremonese säsongerna 2006–07 och 2007–08.

### Cagliari
I början av säsongen 2008–09 köptes Astori av Serie A-klubben Cagliari för en miljon euro. Han gjorde sin officiella debut mot Siena den 14 september 2008.
Sommaren 2009 förnyade Cagliari delägarskapet med Milan och han stannande ännu ett år. Astori gjorde 34 matcher och gjorde sitt första mål i en 2-2-match mot Fiorentina den 31 januari 2010. Under sin andra säsong i Cagliari började det cirkulera rykten att han skulle tillbaka till Milan, men Cagliari förnyade kontraktet återigen och Astori stannade säsongen 2010.
Den 22 juni 2011 köpte Cagliari rätten till fullt ägarskap av Milan för €3,5 miljoner. Den 9 juli 2012 berättade Astori att han hade tackat nej till att gå till FC Spartak Moskva för 15 miljoner euro. Astori förklarade att han trivdes mycket bra i Cagliari och ville fortsätta spela där.

### Roma
Den 24 juli 2014 meddelade Cagliari att Astori skulle flytta till Roma för ett säsongslångt lån. Affären kostade Roma €2 miljoner och Roma skulle ha möjlighet att göra affären permanent för ytterligare €5 miljoner.

### Fiorentina
Den 4 augusti 2015 skrev Astori på för Fiorentina för resten av säsongen, och även här fanns det en option för Fiorentina att köpa loss honom efter säsongen.

### Fotnoter
1. ↑  ”Serie A-stjärna hittad död på sitt hotellrum”. expressen.se. 4 mars 2018. https://www.expressen.se/sport/fotboll/serie-a/serie-a-stjarna-hittad-dod-pa-sitt-hotellrum/. Läst 4 mars 2018.
2. ↑  Giuseppe Calvi (30 maj 2008). ”Palermo su Sereni e punta Fornaroli Rinaudo al Napoli” (på italienska). La Gazzetta dello Sport:  s. 14. http://archiviostorico.gazzetta.it/2008/maggio/30/Palermo_Sereni_punta_Fornaroli_Rinaudo_ga_10_080530038.shtml. Läst 11 september 2008.
3. ↑  sida 52 Immobilizzazioni finanziarie Compartecipazioni ex art. 102 bis N.O.I.F. och sida 77, AC Milan 2008 annual report Arkiverad 13 december 2011 hämtat från the Wayback Machine.
4. ↑  ”Calaiò e Ghezzal a segno Il Siena affonda il Cagliari” (på italienska). la Repubblica. 14 september 2008. http://www.repubblica.it/2008/09/sezioni/sport/calcio/serie_a/giornata-2/siena-cagliari/siena-cagliari.html. Läst 11 september 2010.
5. ↑  ”Astori resta al Cagliari” (på italienska). Cagliari Calcio Homepage. 25 juni 2009. Arkiverad från originalet den 2 februari 2014. https://web.archive.org/web/20140202203339/http://www.cagliaricalcio.net/news/8200/astori-resta-al-cagliari.html. Läst 16 juli 2012.
6. ↑  ”Astori rejects Spartak switch”. Sky Sports. 9 juli 2012. http://www1.skysports.com/football/news/12691/7883907/Astori-rejects-Spartak-switch. Läst 16 juli 2012.
7. ↑  ”Roma complete deal for Astori”. Goal.com. 24 juli 2014. http://www.goal.com/en-sg/news/3875/transfer-zone/2014/07/25/4981665/roma-complete-deal-for-astori. Läst 24 juli 2014.
8. ↑  ”Operazioni di mercato: Davide Astori” (på italienska). AS Roma. 24 juli 2014. http://www.asroma.it/pdf/ASTORI_-_24_luglio_2014_(1INFO).pdf. Läst 24 juli 2014.
9. ↑  "Official: Astori joins Fiorentina" Arkiverad 4 mars 2016 hämtat från the Wayback Machine. app.football-italia.net